# Backdraft
Backdraft és una pel·lícula dels Estats Units del 1991 dirigida per Ron Howard i amb guió de Gregory Widen, protagonitzada per Kurt Russell, William Baldwin, Scott Glenn, Jennifer Jason Leigh, Rebecca De Mornay, Donald Sutherland i Robert De Niro.
La pel·lícula narra la història d'un cos de bombers de Chicago que persegueixen un piròman en sèrie que causa incendis amb una substància química de ficció, anomenada trychtichlorate.

## Argument
Un jove bomber anomenat Brian McCaffrey (William Baldwin) i el seu germà gran, el bomber veterà Stephen McCaffrey (Kurt Russell), comença a treballar de nou amb el seu germà al departament 17, un dels més antics i complicats de la ciutat de Chicago, però poc temps després decideix abandonar pressionat pel seu germà i per la dificultat de ser bomber. Mitjançant la seva amiga i ex-xicota Jennifer Vaitkus (Jennifer Jason Leigh), rep una oferta del regidor Martin Swayak (J.T. Walsh) per treballar amb en Donald Rimgale (Robert De Niro) en la investigació per esclarir els incendis provocats per un piròman a diferents llocs de la ciutat.

## Repartiment
- Kurt Russell: tinent Stephen "Toro" McCaffrey/Capità Dennis McCaffrey
- William Baldwin: Brian McCaffrey
- Scott Glenn: John "Hacha" Adcox
- Jennifer Jason Leigh: Jennifer Vaitkus
- Rebecca De Mornay: Helen McCaffrey
- Donald Sutherland: Ronald Bartel
- Robert De Niro: Donald "Sombra" Rimgale
- Jason Gedrick: Tim Krizminski
- J.T. Walsh: regidor Martin Swayzak
- Anthony Mockus, Sr.: Oficial John Fitzgerald
- Cedric Young: Grindle
- Juan Ramirez: Ray Santos
- Jack McGee: Schmidt
- Mark Wheeler: Pengelly